# Keramisk glasur
|  | Glasur kan også være et sukkerovertræk. Se Glasur (mad). |
Keramisk glasur består af smeltede eller sintrede lag af mineraler, der dækker en lergenstand. Glasuren dannes i sin endelige form ved opvarmning af genstande af ler, hvor glasuren er påført. Oftest er leret brændt én gang til fx 800 grader celsius, hvilket kaldes forglødning. Det forårsager en kemisk ændring i leret, hvorved vandet ikke kun tørres ud, men leret ændres kemisk, og ikke kan opblødes ved kontakt med vand.
Temperaturen bør ikke være så høj, at påføringen af glasur bliver svær. Det brændte ler bør være porøst. Efter første brænding kan glasuren påføres i form af en vandbaseret vælling og  brændes igen. Eller mineraler (aske eller salt) kan sætte sig på emnet under anden brænding. 
Glasur er ofte en blanding af flere mineraler som kridt, feldspat, kvarts og farvende metaloxider som kobberoxid, koboltoxid, tinoxid og titaniumoxid.
Bestanddelene i glasuren og deres blandingsforhold afgør glasurens smeltepunkt og egenskaber som farve, krakelering og hårdhed.
Temperaturen ved glasurbrændingen er højere end ved førstegangsbrændingen. Under glasurbrændingen kan atmosfæren i ovnen være ilt-rig eller ilt-fattig; det påvirker glasurens farve. For eksempel bliver glasur med kobberoxid grøn i en oxiderende atmosfære, mens oxidet reduceres helt eller delvist til metalliske kobberkrystaller i glasuren ved en reducerende brænding, og røde farver opstår.
Glasurers smeltepunkt kan i princippet udregnes på forhånd ved at benytte Seger-formler, som er baseret på smeltepunkter for blandinger af glasur-dannende mineraler. Små kegler af en nøje beregnet glasur, seger-kegler, kan bruges til temperaturbestemmelse. Tilsatte metaloxider sænker tit glasurers smeltepunkt, men gør udregningerne af smeltepunktet usikker.
Herman A. Kählers keramik i Næstved var en af de første til at anvende keramisk glasur.
Bernard Leach i England bragte viden om den japanske keramik (raku) og glasurer til England i begyndelsen af det 20. århundrede. I Danmark arbejdede Jais Nielsen, Ludvigsen, Christian Poulsen, Ejnar Paulsen, Julie Høm, Gutte Eriksen og Finn Lyngaard med glasuren. 